# الواغرة (الجوف)
الواغره هي إحدى قرى الجمهورية اليمنية. تتبع جغرافيا لمحافظة الجوف و إداريًا لمديرية الحميدات. يبلغ تعداد سكانها 4450 نسمة حسب الإحصاء الذي أجري عام 2004.